# مصطفی آکینجی
مصطفی آکینجی(Mustafa Akıncı) رئیس‌جمهور کشور قبرس شمالی از سال ۲۰۱۵ تا ۲۰۲۰ بود.